# Moirey-Flabas-Crépion
Moirey-Flabas-Crépion é uma comuna francesa na região administrativa de Grande Leste, no departamento de Meuse. Estende-se por uma área de 14,62 km². Em 2010 a comuna tinha 131 habitantes (densidade: 9 hab./km²).